# Narsarsuaq
Narsarsuaq [ˌnɑˈsːɑsːuɑq] (nach alter Rechtschreibung Narssarssuaĸ) ist eine grönländische Siedlung im Distrikt Narsaq in der Kommune Kujalleq.

## Lage
Narsarsuaq gehört zu den Orten Grönlands, die am weitesten vom Ozean entfernt sind. Der Ort liegt im Tal des Gletschers Kiattuut Sermiat am Fjord Tunulliarfik. 5 km westlich liegt am gegenüberliegenden Ufer Qassiarsuk.

## Geschichte
Die Siedlung wurde 1941 von der United States Army als Militärbasis Bluie West One gegründet, eine wichtige Zwischenstation zwischen den USA und Europa. Zeitweise waren hier bis zu 3000 Soldaten stationiert. Die meisten der heutigen Gebäude stammen aus dieser Zeit, ebenso der Flughafen. Das Lazarett wurde während des Koreakrieges (1950–1953) vergrößert, seine Bettenzahl stieg von 250 auf 1000. 1958 wurde der Stützpunkt schließlich aufgegeben und von Dänemark übernommen und teils zivil, aber nach dem Untergang der Hans Hedtoft auch als Seenotrettungsbasis und Eisbergmeldestation genutzt. Zu diesem Zweck wurde Narsarsuaq stark ausgebaut. 1959 wurde ein Kraftwerk errichtet. 1970 gab es zwei Hotels im Ort, die zusammen Platz für knapp 220 Gäste boten, während der Ort selbst nur rund 100 Einwohner hatte. Seit 1978 wird der Flughafen für internationalen Luftverkehr genutzt. Seit 1987 steht er unter Obhut der grönländischen Regierung.

## Wirtschaft
Der Flughafenbetrieb bildet den Großteil der Ökonomie von Narsarsuaq. Der Tourismus spielt daher auch eine übergeordnete Rolle im Ort. Es gibt beispielsweise ein Hotel und ein Wandererheim und Boote fahren Touristen in die umliegenden Dörfer. Narsarsuaq hat zudem landwirtschaftliches Potential. Angesichts des Baus eines internationalen Flughafens in Nuuk und eines Regionalflughafens für Südgrönland in Qaqortoq wurde im März 2022 beschlossen, den Flughafen zu schließen und 2025 in einen Heliport umzuwandeln. Ohne den Flughafen würde dem Dorf die wirtschaftliche Grundlage entzogen, was zur Absiedlung führen würde. So würde die Einwohnerzahl bei einer Schließung laut einer Prognose wohl auf 21 Einwohner sinken.

## Infrastruktur und Versorgung
Der Flughafen Narsarsuaq ist der zweite internationale Flughafen Grönlands neben dem Flughafen Kangerlussuaq und damit der wichtigste Flughafen Südgrönlands. Es gibt zudem einen Hafen, der etwas weiter südlich liegt. Eine Schotterpiste führt um den Fjord herum und verbindet Narsarsuaq über die Schäfersiedlungen Kiattuut, Arnannguit, Qinngua Kangilleq, Qinngua, Qorlortoq und Qorlortup Itinnera mit Qassiarsuk.
Nahezu alle Gebäude sind wegen der US-amerikanischen Vergangenheit an das Strom-, Wasser- und Abwassernetz angeschlossen. Es wird erwogen, Narsarsuaq über ein Wasserkraftwerk am Motzfeldtip Tasia mit Strom zu versorgen.

## Bebauung
Narsarsuaq hat eine Schule, die von der 1. bis zur 9. Klasse unterrichtet und in einem Schulgebäude von 2001 untergebracht ist. Das alte Schulgebäude wird heute als Kindergarten genutzt.
Ein Gebäude von 1943 wird heute als Museum genutzt und ist als schützenswert eingestuft. Das Museum behandelt die Geschichte von Narsarsuaq, aber auch die Grænlendingar und die südgrönländische Schafzucht.

## Sport
In Narsarsuaq wurde 2011 der Fußballverein FC Bluie Narsarsuaq gegründet, wobei der Name des Vereins an die ehemalige Militärbasis angelehnt ist.

## Bevölkerungsentwicklung
Die Bevölkerungszahl von Narsarsuaq unterliegt großen Schwankungen und ist in den letzten 40 Jahren mehrfach gestiegen oder gesunken, aber auf lange Sicht relativ gleich geblieben.